# Vereșmart, Alba

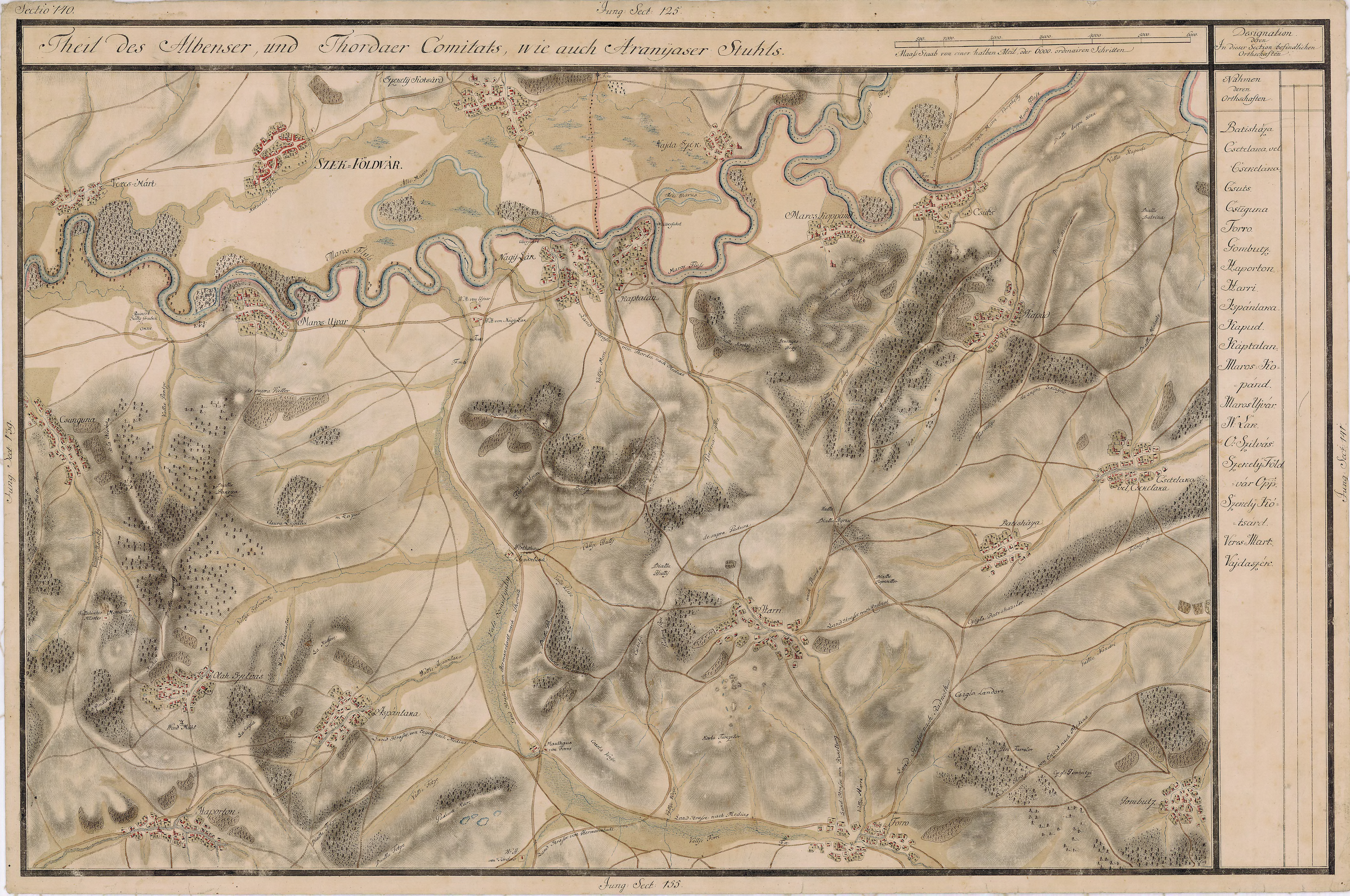
Vereșmart pe Harta Iosefină a Transilvaniei, 1769-1773 (Sectio 140)

Vereșmart, alternativ Vereșmort, (în maghiară Marosveresmart sau Veres-Márt, în germană Rothberg, în trad. "Dealul Roșu") este o așezare (cunoscută și ca Unirea II) înglobată actualmente în satul Unirea, județul Alba.

## Istoric
Pe Harta Iosefină a Transilvaniei din 1769-1773 (Sectio 140) fostul sat apare sub numele de „Veres-Márt”. 
Până în anul 1876 satul a aparținut Scaunului Secuiesc al Arieșului.